# Österreichisches Institut für Internationale Politik
Das Österreichische Institut für internationale Politik – oiip ist eine unabhängige, außeruniversitäre, wissenschaftliche Forschungseinrichtung in Wien. Es ist vorrangig im Bereich der empirischen Forschung über aktuelle Fragen der Außen- und Sicherheitspolitik tätig. Es wurde 1978 auf Initiative von Bruno Kreisky gegründet. Seit 1979 betreibt das Institut als gemeinnütziger Verein wissenschaftliche Grundlagenforschung, außenpolitische Analyse sowie Politikberatung.
Sitz des Instituts war anfänglich Laxenburg, heute befindet er sich in Wien (Währinger Straße 3, Wien-Alsergrund).

## Organisationsform
Das oiip ist ein gemeinnütziger Verein. Oberstes Organ ist der Vorstand. Seit 2017 ist Saskia Stachowitsch die wissenschaftliche Direktorin des Instituts. Als Präsident fungiert seit 2022 Österreichs vormaliger Spitzendiplomat Wolfgang Petritsch.

## Forschungsschwerpunkte
- Internationale Sicherheit
- Staatlichkeit im Wandel
- Europa und seine Nachbarschaft
- Konflikte und politische Gewalt
- Internationale Technologie- und Innovationsstrategien

## Publikationen
Das oiip veröffentlicht in unregelmäßigen Abständen Policy Papers sowie Arbeitspapiere zu aktuellen politischen Themen. Diese können auf der Homepage des Instituts eingesehen werden. Zudem publizieren die Wissenschaftler eigene Werke oder sind verantwortlich für die Herausgabe wissenschaftlicher Publikationen. In Tageszeitungen, Zeitschriften und Journals erscheinen regelmäßig Beiträge von und Interviews mit Forschern des oiip. Auch diese finden sich jeweils aktualisiert auf der Homepage. Jährlich erscheint (ebenfalls online) ein Tätigkeitsbericht des Instituts, in welchem die Veranstaltungen, Aktivitäten und Publikationen der Mitarbeiter bzw. des Instituts genau verzeichnet sind.